# 濱海邊疆州
濱海邊疆州（Примо́рская о́бласть）是俄罗斯帝国遠東地區的一個州，依据《中俄尼布楚条约》其大部份本來是清朝的土地。後來根據《中俄璦琿條約》和《中俄北京條約》被割讓與俄国。
1856年俄国成立濱海邊疆州，以尼古拉耶夫斯克作為首府（1880年遷至伯力），並把原堪察加州的土地轉歸其下（1909年析出）。其後，在1858年，本州被一分為二，西半部建立了阿穆爾州。1880至1888年間海參崴曾建立軍政府，此後州府亦遷至此。1884年庫頁島轉為阿穆爾總督直轄。